# 全日本女郎ぐも相撲大会
全日本女郎ぐも相撲大会（ぜんにほんじょろうぐもすもうたいかい）は、高知県四万十市の一條神社で夏に行われる、クモ同士を戦わせる虫相撲の一つ。だだし、選手として出場するクモの生物学上の種類はジョロウグモ（Nephila clavata）ではなくコガネグモ（Argiope amoena）である。

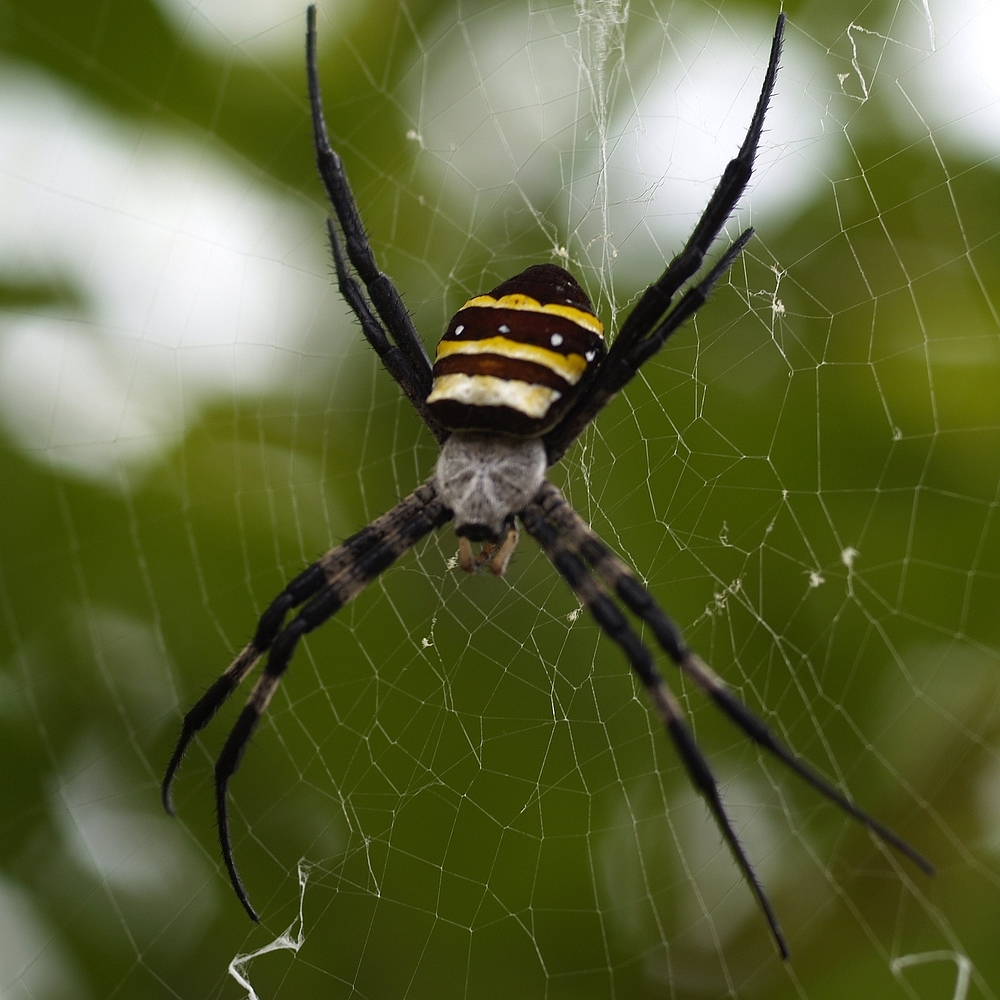
コガネグモ

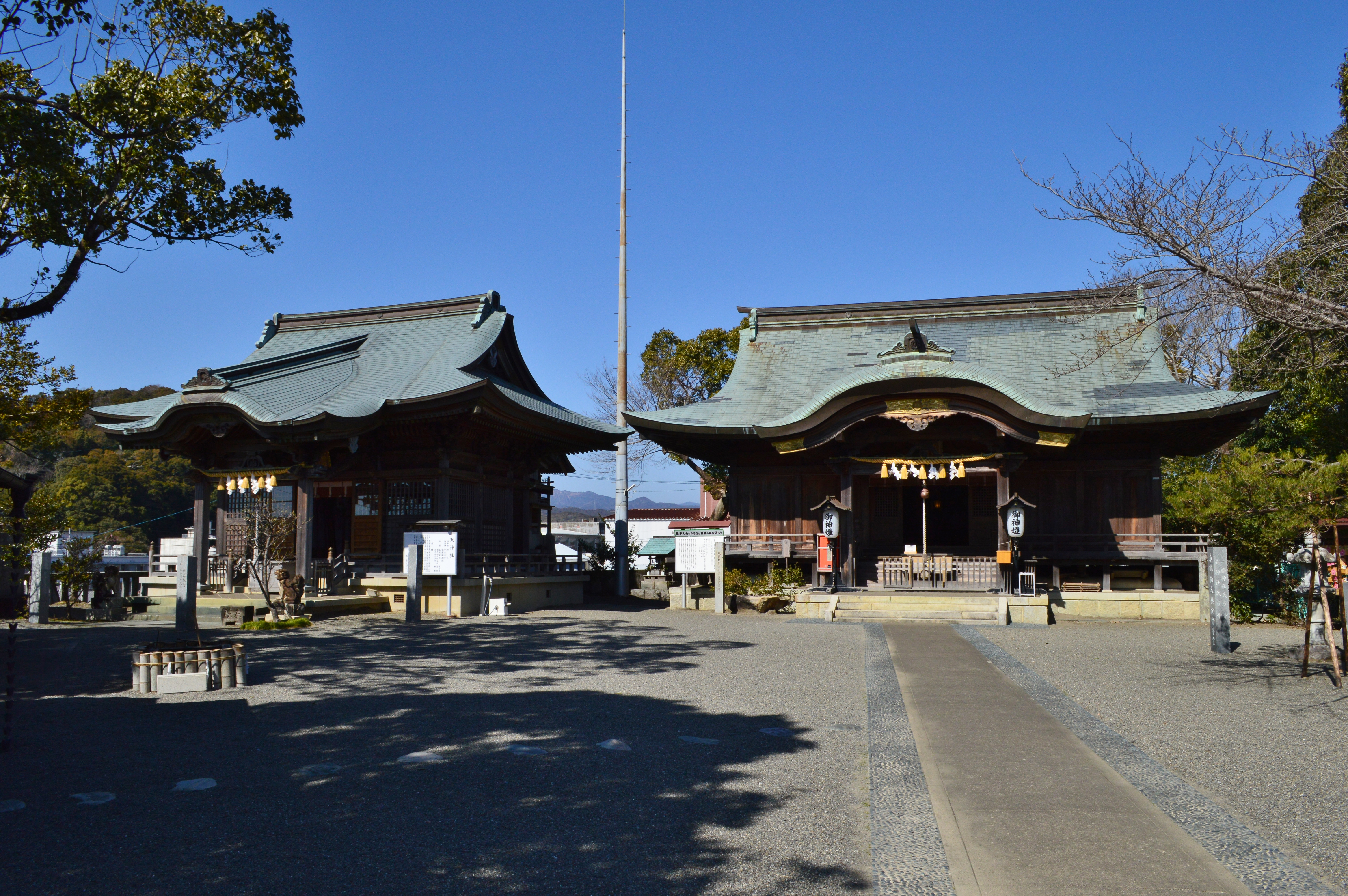
一條神社（四万十市中村本町）

## 概要
「女郎ぐも相撲」は、古くから子供らの遊びの一つで、伝承では1468年（応仁2年）に応仁の乱から避難するため京都からやって来た一条教房（土佐一条氏の祖）の侍女たちが行っていた遊びが起源とされる。
毎年8月の第1土曜日に一條神社境内で「しまんと市民祭」の中で開催される。現在の形式では2019年（令和元年）で69回目。木の棒を土俵にして、地域の子供らが持ち寄った女郎ぐも（コガネグモ）2匹を戦わせ、行司が勝敗を判定する。観光客も神社が用意したクモを使って参加できる。
大会名が「女郎ぐも」なのは、かつて地域によってジョロウグモとコガネグモがまとめて「ジョロウグモ」とされていたことによるという。
コガネグモを使った虫相撲は、全国的には現在ほとんど行われなくなってしまい、「全日本女郎ぐも相撲大会」は稀少な行事である。四万十以外では鹿児島県姶良市加治木町で国の選択無形民俗文化財にも選択されている「加治木くも合戦」が有名である。
また、南関東ではネコハエトリを戦わせる「ホンチ（フンチ）」があり、横浜市では市の「地域無形民俗文化財」に登録されるなど、全国で虫相撲の継承に力が入れられ始めている。